# Даулет (Атырауская область)
Даулет (каз. Дәулет, до 2006 г. — Ковалёво) — село в Курмангазинском районе Атырауской области Казахстана. Входит в состав Тенизского сельского округа. Код КАТО — 234663300.

## Население
В 1999 году население села составляло 80 человек (39 мужчин и 41 женщина). По данным переписи 2009 года, в селе проживали 123 человека (61 мужчина и 62 женщины).